# Chip Bray
Pour les articles homonymes, voir Bray.
Chip Bray est un acteur et réalisateur américain né en 1953 et vivant aux Pays-Bas.

## Filmographie

### comme acteur
- 1991 : How to Survive a Broken Heart de Paul Ruven : Friend of the Family
- 1992 : Van Gogh's Ear de Tony Garcia : Joe
- 1992 : Drie beste dingen in het leven, De (en) de Ger Poppelaars : Terrance Peabody
- 1993 : The Best Thing in Life de Paul Ruven : Soseman
- 1994 : Shocking Blue (en) : Jack the Stripper
- 1995 : Beschermengel de Peter van den Berg
- 1996 : Les Cavaliers de la liberté (The Little Riders) (TV) : American airman #2
- 1998 : Alegría de Franco Dragone : Man in Restaurant
- 1998 : Wo shi shei : Middleman
- 1999 : Khochu v tyurmu : Claude
- 1999 : Enigma (TV) : Gregory
- 1999 : Dropouts de Will Wissink : American Tourist
- 1999 : Issue de secours (Do Not Disturb) de Dick Maas : Cop at entrance
- 2001 : The American Bickman Burger : Father Pike
- 2002 : Billy's Bad de Hidde Simons : Yellow
- 2002 : Snapshots de Rudolf van den Berg : Priest
- 2005 : Speer und Er (en) (feuilleton TV) : (Part 3)

### comme réalisateur
- 1999 : Dropouts